# Rubus americanus
Rubus americanus là loài thực vật có hoa trong họ Hoa hồng. Loài này được (Pers.) Britton miêu tả khoa học đầu tiên năm 1894.